# Hypochondrogenesie
Die Hypochondrogenesie ist eine sehr seltene angeborene Erkrankung mit charakteristischen Skelettveränderungen. Sie zählt zu den letalen Osteochondrodysplasien.
Der Erstbeschrieb  erfolgte im Jahre 1983 durch den Pädiater und Genetiker Pierre Maroteaux, Paris.

## Verbreitung
Die Häufigkeit ist nicht bekannt, die Vererbung erfolgt autosomal-dominant.

## Ursache
Der Erkrankung liegen Mutationen im COL2A1-Gen im Chromosom 12 am Genort q13.11 zugrunde.
Achondrogenesie Typ II und Spondyloepiphysäre Dysplasie weisen gleichfalls Veränderungen an diesem Gen auf, unterscheiden sich allerdings durch das Ausmaß der klinischen Veränderungen (bei der Achondrogenesie Typ II stärker, bei der Spondyloepiphysären Dysplasie geringer ausgeprägt).

## Klinische Erscheinungen
Klinische Kriterien sind:
- Schwerer angeborener Kleinwuchs mit kurzem Rumpf und kurzen Extremitäten
- Dysproportional großer Kopf
- Tod bereits im Mutterleib oder kurz nach der Geburt

Nur selten finden sich Veränderungen außerhalb des Skelettsystemes. Bei einem Totgeborenen wurden kardiale Anomalien und eine ausgedehnte Divertikulose beschrieben.

## Diagnose
Im Röntgenbild finden sich:
- Fehlende bis stark verzögerte Ossifikation der Wirbelkörper mit Platyspondylie, eventuell koronare Wirbelkörperspalten
- Kurze Rippen mit (zum Abdomen dysproportional) schmalem Thorax
- Stark verkürzte lange Röhrenknochen mit normal ausgeformtem Schaft und verbreiterten Metaphysen
- Hypoplastische Beckenschaufeln mit horizontal verlaufendem Pfannendach

Die Diagnose kann bereits intrauterin mit dem Feinultraschall oder mit dem MRT erfasst werden.

## Differentialdiagnose
Abzugrenzen ist die Achondrogenesie, insbesondere Typ II sowie die  Spondyloepiphysäre Dysplasie.